# Nada (pel·lícula de 2002)
Nada és una pel·lícula de comèdia cubana dirigida el 2001 per Juan Carlos Cremata Malberti. Fou seleccionada per representar Cuba a la millor pel·lícula de parla no anglesa als Premis Oscar de 2002, però no fou nominada. També fou nominada al Goya a la millor pel·lícula estrangera de parla hispana.

## Sinopsi
Carla és una noia els pares de la qual han emigrat a Miami i la inscriuen en una loteria per a obtenir visa i residència permanent als Estats Units. Treballa en una oficina de correus al costat de César i Cunda, el missatger i l'administradora, que vol convertir l'oficina en Unitat Model. Un dia Carla vessa el cafè sobre les cartes i descobreix la seva passió per ajudar els altres. Tot i que pensa que és una bogeria, César decideix ajudar-la. Un dia Carla rep la notícia que ha guanyat la loteria de la visa, i aleshores ha de decidir entre marxar o quedar-se i continuar ajudant els altres.

## Repartiment
- Thais Valdés - Carla Pérez
- Nacho Lugo - Cesar
- Daisy Granados - Cunda
- Paula Ali - Cuca